# Лудвиг фон Мекленбург
Лудвиг фон Мекленбург (на немски: Ludwig Herzog von Mecklenburg-Schwerin; * 6 август 1725, Грабов; † 12 септември 1778, Шверин) е от 1756 г. наследствен принц на Мекленбург-Шверин. Той има титата херцог на Мекленбург-Шверин.

## Биография
Той е вторият син на херцог Христиан Лудвиг II фон Мекленбург-Шверин (1683 – 1756) и съпругата му принцеса Густава Каролина фон Мекленбург-Щрелиц (1694 – 1748), дъщеря на херцог Адолф Фридрих II фон Мекленбург-Щрелиц (1658 – 1708) и принцеса Мария фон Мекленбург-Гюстров (1659 – 1701).
Лудвиг фон Мекленбург се жени на 13 май 1755 г. в Шверин за принцеса Шарлота София фон Саксония-Кобург-Заалфелд (* 24 септември 1731; † 2 август 1810, Шверин), дъщеря на херцог Франц Йосиас фон Саксония-Кобург-Заалфелд (1697 – 1764) и принцеса Анна София фон Шварцбург-Рудолщат (1700 – 1780). Лудвиг и съпругата му са покровители на изкуството.
След смъртта на баща му по-големият му брат Фридрих II († 1785) става на 30 май 1756 г. херцог на Мекленбург-Шверин. Понеже бракът му е бездетен, Лудвиг става наследствен принц и по-късно синът му поема регентството в Мекленбург-Шверин.
Той умира на 12 септември 1778 г. на 53 години в Шверин и е погребан в църквата „Св. Николай“ в Шверин.

## Деца
Лудвиг и Шарлота София имат две деца:
- Фридрих Франц I (* 10 декември 1756; † 1 февруари 1837), наследствен велик херцог, женен на 1 юни 1775 г. в Гота за принцеса Луиза фон Саксония-Гота-Алтенбург (* 9 март 1756; † 1 януари 1808), дъщеря на принц Йохан Август фон Саксония-Гота-Алтенбург
- София Фридерика (* 24 август 1758, Шверин; † 29 ноември 1794, Зоргенфрай), омъжена на 21 октомври 1774 г. в Копенхаген за датския трон-принц Фредерик Датски (* 11 октомври 1753; † 7 декември 1805), син на крал Фредерик V, родители на крал Кристиан Фредерик